# Bres (Taramundi)
Bres es un lugar y una parroquia del concejo de Taramundi, en la comarca del Eo-Navia, Principado de Asturias, España.
El lugar de Bres se encuentra a 4,5 km de la capital del concejo y está situado a unos 340 metros de altitud sobre el nivel del mar.
La principal festividad del pueblo es el 29 de junio en honor de San Pedro.

## Lugares
- Arrojo (Arroxo)
- Bres
- Cabaza
- Entorcisa
- Freije (Freixe)
- Galiñeiros (Os Galiñeiros)
- Leiras
- Lóutima
- Mazo de Bres (O Mazo de Bres)
- Silvallana (Sirvallá)
- Teijo (O Teixo)

### Sitios
- Ambrós
- Aquelcabo
- Brañeirú
- Brataramunde
- A Casa do Xantato
- As Casas d'Acó
- As Casas d'Aló
- As Casas de Baxo
- As Casas de Riba
- A Fonte
- A Fonte dos Ferreiros
- A Furada
- O Lugar de Baxo
- Padriz
- O Pallarín
- A Quintá
- O Rego d'Arroxo
- O Salgueiro
- A Sela
- A Sela d'Entorcisa
- Trasdasela
- Trasdorizo